# Édgar Rentería

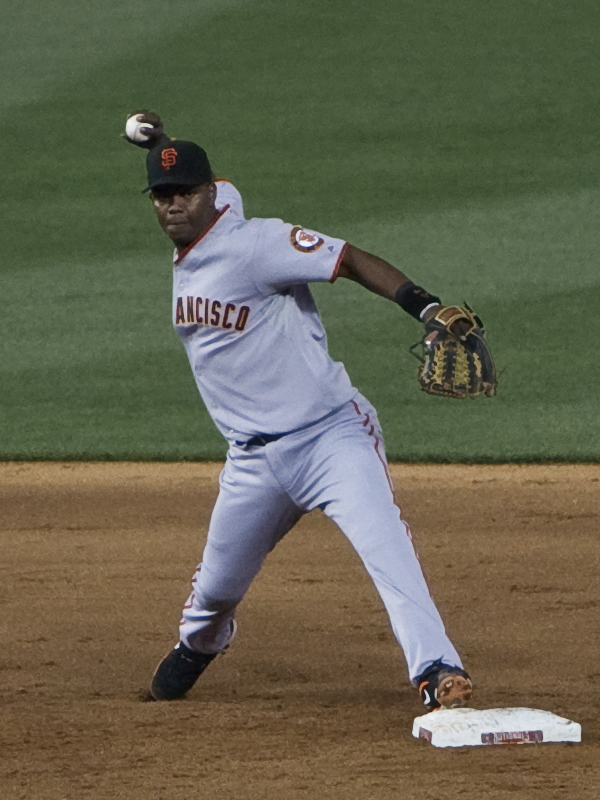
Renteria con los Gigantes de San Francisco equipo con el fue campeón en la Serie Mundial del 2010.

Édgar Enrique Rentería Erazo (Barranquilla, 7 de agosto de 1975) es un beisbolista colombiano que jugó de 1996 a 2011 en las Grandes Ligas de Béisbol (MLB) como campocorto. Rentería hizo su debut en Grandes Ligas en 1996 con los Florida Marlins y su último equipo fueron los Cincinnati Reds en 2011. Resultó campeón con los Marlins en 1997, anotando el hit ganador y en 2010 con los San Francisco Giants, por su actuación en esta última fue premiado como Jugador Mas Valioso de la Serie Mundial.
Ha sido el único beisbolista colombiano en ganar dos series mundiales. Gracias a sus logros y triunfos en las MLB, se le considera como el mejor jugador colombiano en la historia de esta.

## Inicios

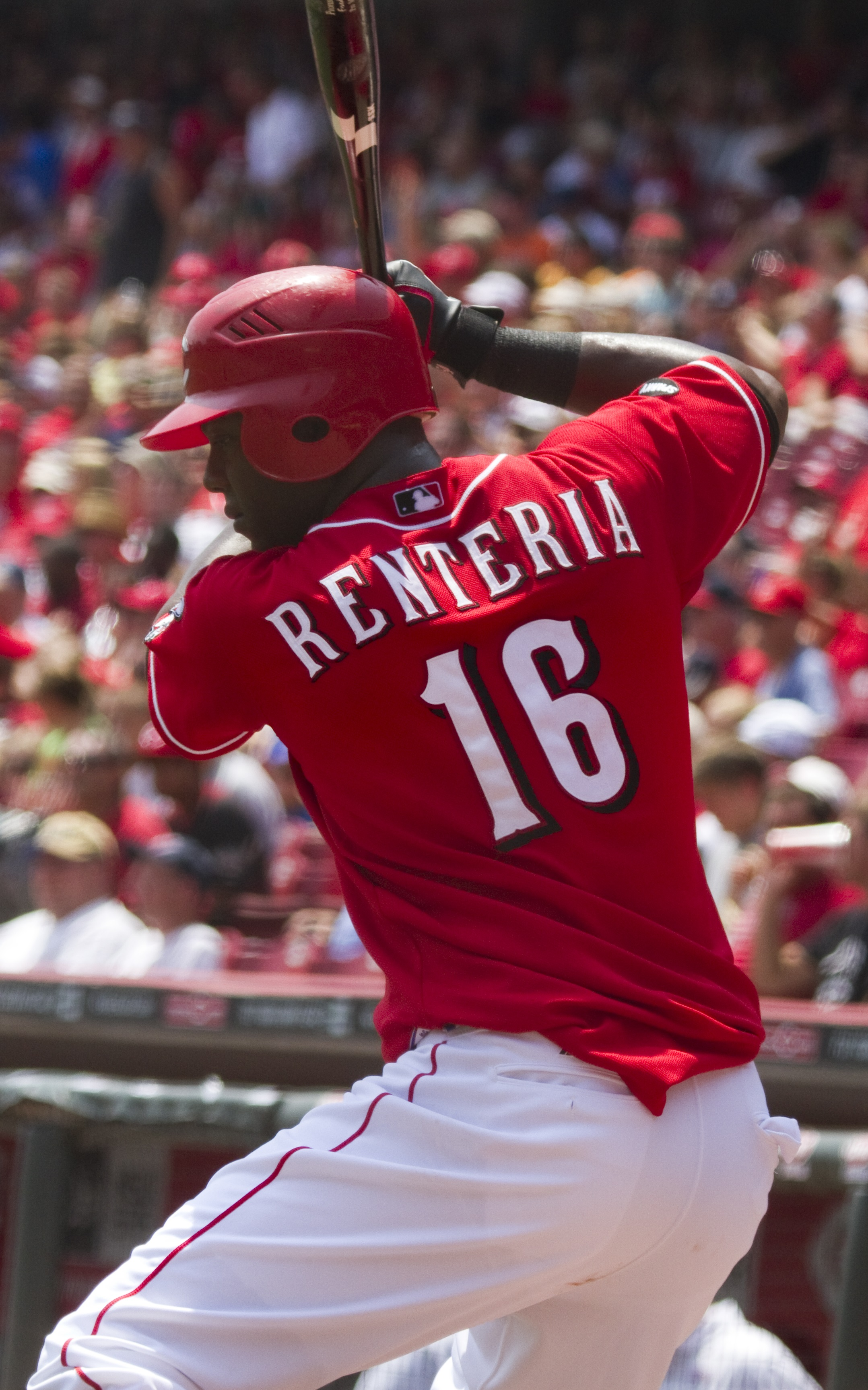
Renteria con los Rojos de Cincinnati su último equipo en la MLB.

La familia está conformada por siete hermanos, Édgar Rentería perdió a su padre con poco menos de 2 años de edad. La familia Rentería Erazo vivía en el céntrico barrio de Montecristo en medio de muchas dificultades económicas. En el barrio Montecristo es conocido como "Arracacha". Estudió en el Instituto Los Alpes, y de joven dedicaba más tiempo al fútbol. Sin embargo, sus hermanos y el scout venezolano Levy Ochoa lo incentivaron a la práctica del béisbol, el cual empezó a practicar en el estadio Tomás Arrieta.

## Carrera en las Grandes Ligas
En 1992 es firmado por la naciente organización de los Marlins de la Florida renombrada a partir del 2011 Miami Marlins/Florida Marlins, Rentería inicia jugando en la ligas Menores para el Equipo GCL Marlins, durante esta temporada participa en 43 encuentros, obteniendo un promedio de bateo de 288 impulsando 9 carreras y conectando 47 hits. En 1993 juega para el Kane County Cougars de la Midwest League, perteneciente a la organización de los Chicago Cubs; su participación se incrementa a 116 juegos, aunque su promedio al bate cae a los.203 con 35 carreras impulsadas, 78 hits y su primer cuadrangular. En 1994, es promovido al Brevard County Manatees equipo de la organización de los Milwaukee Brewers, durante 128 juegos batea para.253 de promedio al bate, con 111 hits y 36 carreras impulsadas. 1995 Juega para Portland Sea Dogs equipo perteneciente a la organización de los Medias Rojas de Boston, esta fue la última temporada completa para Rentería en las Ligas Menores, alcanzando su mejores números, logrando jugar 135 partidos, obteniendo un promedio de.289, 147 hits, 68 carreras impulsadas y 7 cuadrangulares. Después de esta gran temporada, es nombrado el prospecto más importante en la organización de los Marlins de la Florida al inicio de la temporada de 1996. Donde inicia jugando para los Charlotte Knights tan solo 28 juegos hasta que es llamado al primer equipo de los Marlins de la Florida.

### Marlins de la Florida
1996

El 9 de mayo de 1996, Rentería es llamado al primer equipo de los Marlins, debido a la lesión del shortstop Kurt Abbott. Rentería debuta el 10 de mayo de 1996 en la victoria de los Florida Marlins 4-2 sobre la novena de los Colorado Rockies. Ingresa en la novena entrada y no tiene turnos al bate durante ese juego. El 19 de mayo, Rentería es por primera vez inicialista como shortstop en partido frente a los Chicago Cubs. En su primer turno al bate, Rentería conecta su primer hit frente al lanzador Steve Trachsel, los Florida Marlins ganaron 3-2 ese partido. El 10 de junio los Florida Marlins ganan 5-2 sobre los Expos de Montreal, en ese juego Rentería logra 4 hits , al día siguiente conecta su primer cuadrangular frente al lanzador venezolano Ugueth Urbina, en la derrota 3-2 a manos de los Expos.
Cuando el paracorto Abbott regresó de su lesión, el mánager Rene Lachemann, impresionado por el rendimiento de Rentería, decidió dejarlo en el shortstop y mover a Abbott a la segunda base. Del el 25 de julio al 16 de agosto impuso un récord de franquicia todavía vigente en el cual conectó al menos un hit durante 22 juegos de manera consecutiva. Finalizó esa temporada participando en 106 juegos con un promedio de bateo de .309, conectó 133 hits, impulsó 31 carreras y conectó 5 cuadrangulares. Terminó segundo en la votación para el premio al Novato del Año, siendo superado por el jardinero Todd Hollandsworth de Los Angeles Dodgers.
1997

El propietario de los Marlins de la Florida, Wayne Huizenga, decide realizar contrataciones importantes para con el fin de hacer a la novena competitiva. Es así como llegan al equipo el mánager Jim Leyland, el tercera base Bobby Bonilla, el jardinero Moisés Alou y el lanzador Álex Fernández. Rentería se mantiene en la novena como inicialista desde el día inaugural. El 5 de abril, Rentería conecta su primer cuadrangular, en la novena entrada empatando el encuentro frente a los Rojos de Cincinnati, en su siguiente turno al bate, en la baja de la decimoprimera entrada conecta un hit que impulsa la carrera de la victoria. El rendimiento de Rentería durante la temporada es destacable jugando 154 partidos, con 617 turnos al bate (mayor cantidad de turnos en su carrera), un promedio al bate de .277, 171 hits, 52 carreras impulsadas. Los Marlins ganaron un cupo a la postemporada por primera vez en su historia y se enfrentaron a los San Francisco Giants. En el primer juego de la Serie Divisional, Rentería conectó el hit impulsor de carrera que le otorgó la primera victoria a la novena de la Florida. Los Marlins barrieron en la serie a los Giants, posteriormente se enfrentaron a los Atlanta Braves en la Serie por el Campeonato de la Liga Nacional obteniendo la victoria en cuatro juegos contra 2. Finalmente se enfrentaron a los Indios de Cleveland en la Serie Mundial. En el séptimo y último juego de la serie, con el juego empatado en a dos carreras, las bases llenas, Rentería conecta un hit al lanzador Charles Nagy impulsando a Craig Counsell quien anota la carrera de la victoria y los Florida Marlins consiguen su primera Serie Mundial.
1998

Antes del inicio de la temporada el equipo de los Marlins transfirió a sus principales jugadores a otros equipos cambiándolos por jugadores jóvenes. Lo cual modificó el rendimiento general del equipo. Rentería fue el único jugador de los Marlins que asistió al Juego de las Estrellas sustituyendo al campo corto de los Atlanta Braves Walt Weiss en la séptima entrada, con un turno al bate. Anotó una carrera en ese juego luego que en su único turno al bate lograra la base por el error de Scott Brosius. Rentería finalizó la temporada con un promedio de bateo de .288, 146 hits, 3 cuadrangulares y 31 carreras impulsadas. Su equipo finalizó con un récord de 54 victorias y 108 derrotas, en el último lugar de su división, convirtiéndose en el primer equipo en la historia en tener 100 o más derrotas después de haber ganado la Serie Mundial. El 14 de diciembre Rentería es transferido a los Cardenales de San Luis a cambio de Armando Almanza, Branden Looper y Pablo Ozuna.

### Cardenales de San Luis
1999

Al unirse a los Cardenales de San Luis, Rentería quedó al mando del laureado Mánager Tony La Russa y se reencontró con su antiguo mánager Rene Lachemann quien ahora se desempeñaba como Entrenador de Tercera Base. Dentro del roster de los Cardenales hacían parte jugadores renombrados como Mark Mcgwire, J.D Drew entre otros. Rentería continuó mejorando su desempeño como jugador, El 16 de mayo conectó su primer cuadrangular con el uniforme de los Cardenales en la victoria 5-4 sobre Los Angeles Dodgers. El 31 de mayo bateo dos cuadrangulares en la victoria 5-2 sobre su antiguo equipo Florida Marlins. Entre el 21 de junio y el 1 de julio bateo Hit durante 10 juegos de manera consecutiva, la cual fue su racha más larga en la temporada. El 5 de septiembre robo cuatro bases en la victoria 13-9 sobre los Milwaukee Brewers. Finalizó la temporada con 37 robos de base, el cual fue el séptimo registro en la Liga Nacional. tuvo un promedio al bate de .275, 161 Hits, 63 carreras impulsadas y 11 cuadrangulares, logrando por primera vez tener 10 o más cuadrangulares en una temporada.
2000

Entre el 9 y 11 de abril logró conectar cuadrangulares en tres juegos de manera consecutiva, En ese último juego de la seguidilla frente a los Houston Astros obtuvo cuatro carreras impulsadas en un juego, logrando establecer el más alto en su carrera. Fue seleccionado por segunda vez al Juego de las Estrellas en reemplazo de su compañero de Equipo Mark McGwire quien estaba lesionado. El 29 de agosto conectó su cuadrangular 16 de la temporada, lo que significaba romper el récord de franquicia establecido por Solly Hemus en 1952 de mayor cantidad de cuadrangulares conectados por un shortstop en la temporada regular. Finalizó la temporada con .278 de promedio al bate, 156 Hits, 16 Cuadrangulares y 76 carreras impulsadas.
la cual fue la segunda marca del equipo detrás de Jim Edmonds que obtuvo 108 carreras impulsadas. Los Cardenales obtuvieron el Título divisional y en la primera serie de los playoffs barrieron a los Atlanta Braves y perdieron frente a los New York Mets la serie por el Campeonato de la Liga Nacional en cinco juegos. Rentería obtuvo por primera vez el premio a bate de plata de shortstop de la Liga Nacional.
2001

La primera mitad de la temporada fue bastante irregular para Rentería, para el 26 de julio su promedio de bateo era de .226 Pero fue justo a partir de ese día en el que su rendimiento ofensivo empezó a mejorar logrando un promedio de .299 durante los ochenta y ocho últimos juegos. Entre el 8 y 17 de agosto logró una seguidilla de diez juegos conectando de Hit. Finalizó la temporada con un promedio de .260, 128 hits, 57 carreras impulsadas y 10 cuadrangulares.
Los Cardenales obtuvieron su pase a la postemporada y se enfrentaron a los Arizona Diamondbacks en la serie divisional. En el tercer juego de la serie, Rentería conectó su primer cuadrangular en la postemporada frente al lanzador Brian Anderson. Sin embargo los Cardenales perdieron ese juego y posteriormente la serie.
2002

Rentería regresó a una producción ofensiva relevante durante esta temporada, El 10 de abril logró conectar tres hits en el mismo juego, incluyendo el hit del empate en la novena entrada, en la victoria de los Cardenales sobre los Milwaukee Brewers El 6 de mayo después de una larga espera conectó el primer cuadrangular de la temporada, en la derrota frente a los Chicago Cubs 6-5 sin embargo cuatro días después conectó un nuevo cuadrangular de dos carreras, para ganar el partido frente a los Cincinnati Reds El mes de julio fue el más productivo a nivel ofensivo para Rentería, Logró una seguidilla de 8 partidos conectado de imparable entre el 22 y 30 de julio El 26 de julio logra conectar el Hit número 1000 de su carrera en las mayores, esta vez frente al lanzador Jon Lieber de los Chicago Cubs en la victoria de los Cardenales 8 a 4. Dos noches más tarde continuo apoyando a su equipo a la ofensiva al conectarle un cuadrangular de tres carreras, impulsando a sus compañeros Albert Pujols y Tino Martínez para dejar en el terreno a los Chicago Cubs y lograr la victoria 10 a 9 El 30 de julio conectó dos cuadrangulares en el mismo juego para apoyar la victoria de los cardenales 5 a 0 sobre su antiguo equipo Florida Marlins Rentería terminó un excelente mes con un promedio de bateo de .404, 38 Hits 15 Carreras Impulsadas y 4 Cuadrangulares durante 25 juegos. El 18 de agosto conecta su primer GrandSlam (Cuadrangular con las Bases Llenas) con el cual apoya la victoria de los Cardenales 5 a 1 sobre Philadelphia Phillies Conectó su segundo GrandSlam el 4 de septiembre, en es mismo juego impulso 5 carreras el más alto de su carrera hasta ese momento. Finalizó la temporada con un promedio de .305, 166 Hits, 83 Carreras Impulsadas y 11 Cuadrangulares. Los Cardenales obtuvieron el título divisional y en la primera ronda de los playoffs barrieron a los Arizona Diamondbacks y cayeron en la serie por el Campeonato de la Liga Nacional con los San Francisco Giants. Rentería obtuvo su segundo Bate de Plata y ganó por primera vez un Guante de Oro.
2003

Esta temporada Rentería fue un gran protagonista y es posible que sea la mejor de su carrera. El 13 de abril conectó dos cuadrangulares e impulso 5 carreras en la victoria 11-8 sobre los Houston Astros Logra conseguir cinco hits en un mismo partido el 12 de junio en la victoria 8-7 frente a los Boston Red Sox. Al día siguiente Rentería se convirtió en el ponchado 4.000 del premiado lanzador Roger Clemens de los New York Yankees. Rentería fue seleccionado para el Juego de las Estrellas. Para el 13 de julio, fecha del Juego de Estrellas, Rentería tenía un promedio de bateo de .331 En la semana que finalizó el 21 de septiembre obtuvo por segunda vez el reconocimiento de jugador de la semana, Finalizó la temporada con un promedio al bate de .330 el cuarto más alto en la Liga Nacional, 194 Hits, 13 cuadrangulares y logró impulsar 100 carreras en la temporada, el más alto de su carrera y el único paracortos en la historia de la franquicia en alcanzar ese número. A pesar de la gran temporada ofensiva de Rentería los Cardenales se quedaron fuera la postemporada. Al final de ese año, recibió nuevamente el Bate de Plata y el Guante de Oro, convirtiéndose en el primer paracorto de los Cardenales en lograr obtener los dos premios en años consecutivos.
2004
En su última temporada con San Luis, logran llegan a la Serie Mundial pero son barridos en cuatro juegos por los Medias Rojas de Boston, ese año asiste a su cuarto juego de estrellas, participa en 149 juegos de la temporada regular con 168 H / 10 HR / 72 RBI / .287 AVG.

### Medias Rojas de Boston
Rentería firma como agente libre con los Medias Rojas de Boston por cuatro años y $40 Millones de dólares.
A nivel ofensiva le va bien con el equipo "patirrojo" en 153 juegos 172 H / 8 HR / 70 RBI / .276 AVG pero a la defensiva comete 30 errores siendo este el motivo por el cual es cambiado a los Bravos de Atlanta por Andy Marte.

### Bravos de Atlanta
Bajo el mando de Bobby Cox en Atlanta, Rentería tiene excelentes números, en dos temporadas 2006 y 2007 juega 273 partidos conecta 339 H / 26 HR / 127 RBI / .310 AVG.
Al finalizar la temporada 2007 es enviado a los Tigres de Detroit por Gorkys Hernández y Jair Jurrjens.

### Tigres de Detroit
Nuevamente se reencuentra con el mánager Jim Leyland con el que salió campeón de la Serie Mundial en 1997, esa temporada de 2008 no logran clasificar a postemporada.

### Gigantes de San Francisco
Rentería firma con los Gigantes de San Francisco como agente libre por dos años y $18.5 Millones de dólares en reemplazo de Omar Vizquel.
En el 2009 terminan tercero en la División Oeste de la Liga Nacional.
Para el 2010 debido a las constantes lesiones Rentería actúa solamente en 72 juegos en la temporada regular, logran llegar a la postemporada, en la Serie Divisional solo ingresa como emergente, a partir de la Serie Campeonato es titular en cuatro juegos de los seis disputados para vencer a los Phillies de Philadelphia, en la Serie Mundial es titular desde el primer partido ante los Rangers de Texas, se convierte el héroe en el quinto juego al conectar un jonrón para impulsar tres carreras en la séptima entrada ante el lanzador Cliff Lee, con esto es nombrado Jugador Mas Valioso de la Serie Mundial.

### Rojos de Cincinnati
En el 2011 juega su última temporada en Grandes Ligas al firmar con los Rojos de Cincinnati, actúa en 96 juegos con 75 H / 5 HR / 36 RBI / .251 AVG a los 34 años de edad.

### Retiro
El uno de marzo de 2013 oficializa su retiro. "El cuerpo me está diciendo que está bueno", manifestó en entrevista radial.

## Legado

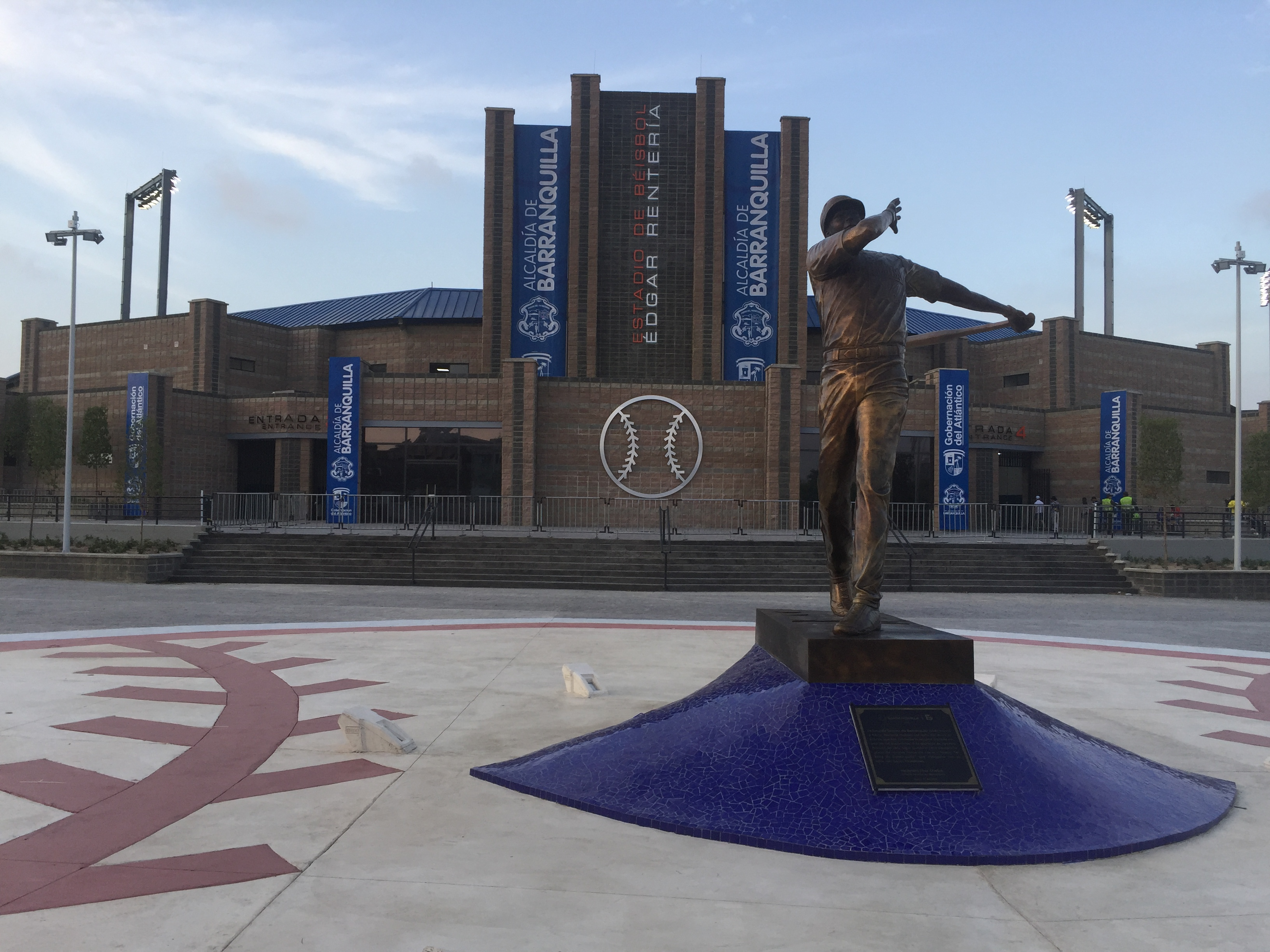
Estatua en las afueras del estadio que lleva su nombre.

El 31 de mayo de 2018 fue inaugurado el nuevo estadio de béisbol de Barranquilla, el cual fue bautizado con el nombre de Édgar Rentería.

## Números usados en las Grandes Ligas
Usó cuatro números diferentes en los siete equipos donde jugó.
- 16 Florida Marlins (1996-1998)
- 3 Florida Marlins (1997)
- 3 Saint Louis Cardinals (1999-2004)
- 16 Boston Red Sox (2005)
- 3 Boston Red Sox (2005)
- 11 Atlanta Braves (2006-2007)
- 8 Detroit Tigers (2008)
- 16 San Francisco Giants (2009-2010)
- 16 Cincinnati Reds (2011)

## Logros

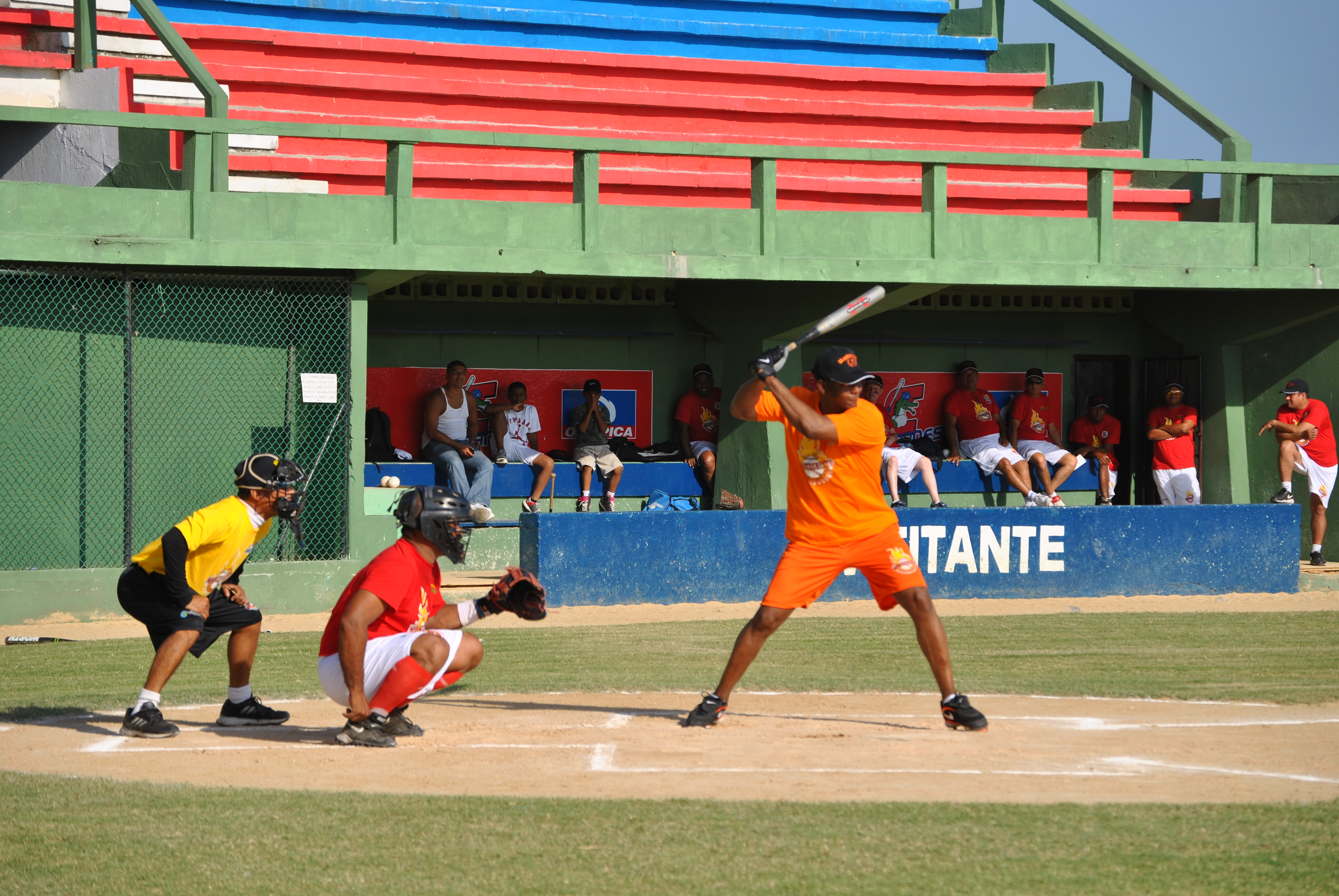
Édgar Rentería en un juego de exhibición en Barranquilla el 31 de diciembre de 2010.

Rentería impulsó con hit de oro conectado a Charles Nagy la carrera con que en la undécima entrada del séptimo juego de la Serie Mundial de 1997 contra los indios de Cleveland, los Marlins de la Florida obtuvieron su primer título en la Serie Mundial de Béisbol. Rentería recibió del presidente Ernesto Samper la Orden de San Carlos en grado de Comendador en noviembre de 1997.
Al final de la temporada 1998 fue transferido al equipo de Cardenales de San Luis, donde jugó hasta 2004. En 2005 pasó por primera vez a la Liga Americana, donde actuó con los Medias Rojas de Boston. Los años 2006 y 2007 regresó a la Liga Nacional con los Bravos de Atlanta. Durante 2008 jugó para los Tigres de Detroit, firmando luego un contrato de 2 años y 18,5 millones de dólares para jugar con los San Francisco Giants.
Rentería ha participado en el Juego de Estrellas en los años 1998, 2000, 2003, 2004 y 2006. Fue Guante de oro en 2002 y 2003 y Bate de Plata en 2000, 2002 y 2003. Durante la temporada 2008 jugando para los Detroit Tigers, Rentería alcanzó la cifra de 2000 hits durante su carrera en Grandes Ligas.
Mantiene el récord para los Bravos de Atlanta de juegos consecutivos bateando al menos un hit.
Jugando para los Gigantes de San Francisco alcanzó el récord de 2.240 hits en toda su carrera. En la Serie Mundial de béisbol de 2010 impulsó con un cuadrangular las 3 carreras del triunfo definitivo sobre los Rangers de Texas durante el quinto y último partido. Fue elegido Jugador Más Valioso de la Serie Mundial con promedio de bateo de.412. Junto a Yogi Berra, Joe DiMaggio y Lou Gehrig, lograron batear el hit ganador en dos Series Mundiales.

### Premios
- Juego de las estrellas: (6 participaciones) 1998, 2000, 2003, 2003, 2004 y 2006
- Serie mundial: (2) 1997 y 2010
- Guante de oro: (2) 2002, 2003 Liga Nacional
- Bates de plata: (3) 2000, 2002, 2003 Liga Nacional
- Jugador más valioso: (1) Serie Mundial 2010

## Estadísticas de bateo en Grandes Ligas
| Año   | Equipo               | Liga | Juegos | VB   | C    | Hits | HR  | CI  | BA   | BR  |
| ----- | -------------------- | ---- | ------ | ---- | ---- | ---- | --- | --- | ---- | --- |
| 1996  | Florida Marlins      | NL   | 106    | 431  | 68   | 133  | 5   | 31  | .309 | 16  |
| 1997  | Florida Marlins      | NL   | 154    | 617  | 90   | 171  | 4   | 52  | .277 | 32  |
| 1998  | Florida Marlins      | NL   | 133    | 517  | 79   | 146  | 3   | 31  | .282 | 41  |
| 1999  | St. Louis Cardinals  | NL   | 154    | 585  | 92   | 161  | 11  | 63  | .275 | 37  |
| 2000  | St. Louis Cardinals  | NL   | 150    | 562  | 94   | 156  | 16  | 76  | .278 | 21  |
| 2001  | St. Louis Cardinals  | NL   | 141    | 493  | 54   | 128  | 10  | 57  | .260 | 17  |
| 2002  | St. Louis Cardinals  | NL   | 152    | 544  | 77   | 166  | 11  | 83  | .305 | 22  |
| 2003  | St. Louis Cardinals  | NL   | 157    | 587  | 96   | 194  | 13  | 100 | .330 | 34  |
| 2004  | St. Louis Cardinals  | NL   | 144    | 569  | 84   | 168  | 10  | 72  | .287 | 17  |
| 2005  | Boston Red Sox       | AL   | 156    | 623  | 100  | 172  | 8   | 70  | .276 | 9   |
| 2006  | Atlanta Braves       | NL   | 149    | 598  | 100  | 175  | 14  | 70  | .293 | 17  |
| 2007  | Atlanta Braves       | NL   | 124    | 494  | 87   | 164  | 12  | 57  | .332 | 11  |
| 2008  | Detroit Tigers       | AL   | 138    | 503  | 69   | 136  | 10  | 55  | .270 | 6   |
| 2009  | San Francisco Giants | NL   | 124    | 460  | 50   | 115  | 5   | 48  | .250 | 7   |
| 2010  | San Francisco Giants | NL   | 72     | 243  | 26   | 67   | 3   | 22  | .276 | 3   |
| 2011  | Cincinnati Reds      | NL   | 96     | 299  | 34   | 75   | 5   | 36  | .251 | 4   |
| TOTAL |                      |      | 2152   | 8142 | 1200 | 2327 | 140 | 923 | .286 | 294 |